# Rafael Biernaski
Dom Rafael Biernaski (Curitiba, 1 de novembro de 1955) é um bispo católico brasileiro. De ascendência polonesa, é o terceiro bispo de Blumenau.

## Vida
Ordenado padre no dia 13 de dezembro de 1981, pertence à União dos Sacerdotes de Schoenstatt. Foi nomeado bispo titular de Ruspae e auxiliar de Curitiba pelo Papa Bento XVI em 10 de fevereiro de 2010. Recebeu a ordenação episcopal das mãos de Dom Geraldo Majella Agnello no dia 15 de abril desse mesmo ano. No dia 24 de junho de 2015 foi nomeado bispo diocesano de Blumenau.